# Tepetitla
Tepetitla är en kommunhuvudort i Mexiko.   Den ligger i kommunen Tepetitla de Lardizábal och delstaten Tlaxcala, i den sydöstra delen av landet, 80 km öster om huvudstaden Mexico City. Tepetitla ligger 2 234 meter över havet och antalet invånare är 8 034.
Terrängen runt Tepetitla är platt åt sydost, men åt nordväst är den kuperad. Runt Tepetitla är det tätbefolkat, med 591 invånare per kvadratkilometer. Närmaste större samhälle är Tlaxcala de Xicohtencatl, 19,4 km öster om Tepetitla. Omgivningarna runt Tepetitla är en mosaik av jordbruksmark och naturlig växtlighet.